# Byam Martineiland
Byam Martineiland (Engels: Byam Martin Island) is een onbewoond eiland van de Canadese Arctische Eilanden liggende tussen de oostkust van Melville-eiland (gescheiden door het Byam Martinkanaal) en de westkust van Bathursteiland (gescheiden door het Austinkanaal).
Het eiland is vernoemd naar Thomas Byam Martin door William Edward Parry in augustus 1819 tijdens zijn eerste zoektocht naar de Noordwestelijke Doorvaart.